# Hồng Giang, Hoài Hóa
Hồng Giang (chữ Hán giản thể: 洪江市, âm Hán Việt: Hồng Giang thị) là một thành phố cấp huyện thuộc địa cấp thị Hoài Hóa, tỉnh Hồ Nam, Cộng hòa Nhân dân Trung Hoa. Tên trước đây là Kiềm Dương. Năm 1997, thành phố này được thành lập trên sáp nhập huyện Hồng Giang cũ (hiện nay là quận Hồng Giang) và Kiềm Dương. Tuy nhiên, nhân dân Hồng Giang phản đổi cuộc sáp nhập này nên Hồng Giang lại được tách ra khỏi thành phố Hồng Giang và lập thành một quận Hồng Giang đặc biệt vào năm 1999. Khu vực thành phố Hồng Giang ngày nay trùng với huyện Kiềm Dương trước kia. Thành phố này có diện tích 216 km², dân số 90.000 người. Về mặt hành chính, thành phố này được chia thành 4 nhai đạo, 3 hương.